# Souselo
Souselo é uma vila portuguesa, sede da Freguesia de Souselo do Município de Cinfães, freguesia com 9,17 km² de área e 2839 habitantes (censo de 2021), tendo, por isso, uma densidade populacional de 309,6 hab./km².
A freguesia de Souselo tem por limites o rio Douro, a norte; a freguesia de Espadanedo a oriente; a freguesia de Travanca a sul; e o rio Paiva a ocidente.
A povoação de Souselo foi elevada à categoria de vila em 1997. As outras povoações de maior densidade populacional na freguesia são: Bolo, Cale, Couto, Covelo, Escamarão e Fonte Coberta.
Povoação muito antiga, Souselo aparece documentada no ano 870. Fez parte do concelho de Sanfins,  até à sua extinção em 24 de outubro de 1855, data em que foi integrada no município de Cinfães.

## Demografia
A população registada nos censos foi:
| Distribuição da População por Grupos Etários | Distribuição da População por Grupos Etários | Distribuição da População por Grupos Etários | Distribuição da População por Grupos Etários | Distribuição da População por Grupos Etários |
| -------------------------------------------- | -------------------------------------------- | -------------------------------------------- | -------------------------------------------- | -------------------------------------------- |
| Ano                                          | 0-14 Anos                                    | 15-24 Anos                                   | 25-64 Anos                                   | > 65 Anos                                    |
| 2001                                         | 589                                          | 542                                          | 1802                                         | 474                                          |
| 2011                                         | 514                                          | 373                                          | 1781                                         | 534                                          |
| 2021                                         | 333                                          | 312                                          | 1541                                         | 653                                          |

## Património
- Ilhota do Outeiro
- Igreja de Nossa Senhora da Natividade de Escamarão
- Capelas do Escamarão, do Senhor Jesus, de São Sebastião e de Santo António
- Tumba Aprumada
- Sepultura de Concelhô
- Casas de Vila Meã e de Vilela
- Cruzeiros de Santa Eulália e do Calvário
- Praia fluvial
- Lugar de Escamarão
- Trecho do rio Douro